# 天主教的黎波里宗座代牧區
天主教的黎波里宗座代牧區（拉丁語：Vicariatus Apostolicus Tripolitanus）是利比亞一個羅馬天主教宗座代牧區，直屬教廷。
1630年成立的黎波里監牧區，1894年升為代牧區。2010年有教友150,000人（佔轄區總人口2.7%）、一個堂區、十六名司鐸。現任宗座代牧為乔瓦尼·伊诺琴佐·马尔蒂内利。